# Shades of Deep Purple
Shades of Deep Purple je debutové album britské skupiny Deep Purple. V americkém žebříčku se umístilo na 24. místě. Debut Deep Purple ještě nese slyšitelné stopy 60. let. Zpěv Roda Evanse je o dost uhlazenější než pozdější hardrockový expresivní projev Iana Gillana. I zvuk má základy ještě v bigbítovém soundu šesté dekády. Naproti tomu je však na albu poznat, že Deep Purple vycházejí z trochu jiných kořenů než v té době kulminující beatlesovská generace. Beatles jsou ale na albu zastoupení coververzí skladby „Help“. Velmi výrazná je však jiná coververze – skladba „Hush“, ke které se Deep Purple vraceli ještě po mnoho let.
Pro debutové album Deep Purple, k jehož nahrání skupině stačily tři pobyty ve studiu, platí, že skupina teprve hledala svůj vlastní hudební projev, ale již od první skladby „And the Address“ je znát tíhnutí k tvrdému rocku. Kytara Ritchieho Blackmora zní velmi lehce a je navíc zdařile podporována šlapající rytmickou sekcí Nick Simper – Ian Paice a varhanními vyhrávkami Jona Lorda, který zejména skladbě „I’m So Glad“ dodal až majestátní projev. Z písní, které se objevily na této desce, se nejvíce prosadila uhlazená coververze skladby Joa Southe „Hush“, ale ani zbytek materiálu není špatný. V „Mandrake Root“ jako bychom slyšeli základy, na nichž později vznikne „Smoke on the Water“, jiní ji možná připodobní k Hendrixově klasice „Foxy Lady“. Pozornost si rovněž zaslouží jejich pomalá interpretace hitu Beatles „Help!“, zato předělávka Hendrixovy „Hey Joe“ zní zbytečně vyumělkovaně. Vedle oné snahy o tvrdost v hudbě je v písních na tomto albu patrný ještě jeden prvek – radost z hudby. Ta povyšuje tuto desku na něco víc, než jen na nahrávku z 60. let.

## Seznam skladeb
| LP strana 1 | LP strana 1                            | LP strana 1                                                     | LP strana 1 |
| Pořadí      | Název                                  | Autor                                                           | Délka       |
| ----------- | -------------------------------------- | --------------------------------------------------------------- | ----------- |
| 1.          | And the Address                        | Blackmore, Lord                                                 | 4:38        |
| 2.          | Hush                                   | South                                                           | 4:24        |
| 3.          | One More Rainy Day                     | Evans, Lord                                                     | 4:28        |
| 4.          | a) Prelude: Happiness / b) I’m So Glad | Rimskij-Korsakov, Blackmore, Evans, Lord, Paice, Simper / James | 7:19        |

| LP strana 2 | LP strana 2   | LP strana 2            | LP strana 2 |
| Pořadí      | Název         | Autor                  | Délka       |
| ----------- | ------------- | ---------------------- | ----------- |
| 5.          | Mandrake Root | Blackmore, Evans, Lord | 3:19        |
| 6.          | Help!         | Lennon, McCartney      | 6:01        |
| 7.          | Love Help Me  | Blackmore, Evans       | 3:49        |
| 8.          | Hey Joe       | Roberts                | 7:33        |

| Bonusové skladby na znovuvydaném CD | Bonusové skladby na znovuvydaném CD | Bonusové skladby na znovuvydaném CD   | Bonusové skladby na znovuvydaném CD |
| Pořadí                              | Název                               | Autor                                 | Délka                               |
| ----------------------------------- | ----------------------------------- | ------------------------------------- | ----------------------------------- |
| 9.                                  | Shadows (album outtake)             | Blackmore, Evans, Lord, Paice, Simper | 3:38                                |
| 10.                                 | Love Help Me (instrumentální)       | Blackmore, Evans                      | 3:29                                |
| 11.                                 | Help! (alternate take)              |                                       | 5:23                                |
| 12.                                 | Hey Joe (BBC Top Gear session)      |                                       | 4:05                                |
| 13.                                 | Hush (Live US TV)                   |                                       | 3:53                                |

## Obsazení
- Ritchie Blackmore – kytara
- Rod Evans – zpěv
- Nick Simper – baskytara, zpěv
- Jon Lord – klávesy, zpěv
- Ian Paice – bicí